# باکسبالت
باکسبالت (به روسی: БоксБалет، رومی: BoksBalet) یک فیلم پویانمایی روسی محصول سال ۲۰۲۱ به کارگردانی آنتون دیاکوف است. این انیمیشن در نود و چهارمین دوره جوایز اسکار نامزد جایزه اسکار بهترین پویانمایی کوتاه شد.

## داستان
این فیلم بین فرم و محتوا بین یک بالرین و یک بوکسور تضاد دارد، نشان می‌دهد که چگونه یکی بر دیگری تأثیر می‌گذارد، و تلاش می‌کند تا مشکل کلیدی فلسفی، بودن و دیده شدن را آشکار کند.